# Oxytropis alpestris
Oxytropis alpestris är en ärtväxtart som beskrevs av Schischkin. Oxytropis alpestris ingår i släktet klovedlar, och familjen ärtväxter. Inga underarter finns listade i Catalogue of Life.